# Ponts-et-Marais
Ponts-et-Marais är en kommun i departementet Seine-Maritime i regionen Normandie i norra Frankrike. Kommunen ligger i kantonen Eu som tillhör arrondissementet Dieppe. År 2022 hade Ponts-et-Marais 801 invånare.

## Befolkningsutveckling
Antalet invånare i kommunen Ponts-et-Marais
| Referens: INSEE |